# Pierre Olivier Duclosel de Vesin
Pierre Olivier Duclosel de Vesin (1782-1830) était un riche planteur français de Louisiane, qui fit construire en 1815 la "maison Olivier", dans la ville de Saint-Martinville, aujourd'hui classée site historique. 
Il a épousé Jeanne Aspasie Bienvenu de Vince (1785-1810) dans la paroisse de Saint-Martinville.

## Le chêne d'Evangeline
Le parc de la maison héberge le chêne qui a inspiré le poète américain Henry Longfellow, pour son roman Evangéline, en dessous duquel les deux héros, Evangéline et Gabriel, se sont retrouvés.